# Coleoxestia aurigena
Coleoxestia aurigena là một loài bọ cánh cứng trong họ Cerambycidae.